# Mariastraat (Brugge)
De Mariastraat is een straat in Brugge.

## Beschrijving
Sinds ten laatste in 961 was de Brugse Onze-Lieve-Vrouwekerk parochiekerk. Men heeft nooit van de Mariakerk gesproken, zoals het in de Germaanse landen vaak het geval was.
De straat die er voor liep werd wel zo genoemd:
- 1170: Sinte Marie strate toter Brucghe
- 1287: Mariastraat
- 1302: Sinte Marienstraete
- in de Latijnse oorkonden: in vico Beate Marie.

De straat kreeg dus niet de naam Onze-Lieve-Vrouwstraat, zoals de kerk, maar Mariastraat.
Uit de gegevens bij Jos De Smet kan men opmaken dat oorspronkelijk een deel van de straat Mariastraat heette en, noordwaarts vanaf de Mariabrug werd het de Sinte Mariestrate. Voor zover natuurlijk de twee verschillende namen in afzonderlijke documenten en op andere tijden, niet in feite hetzelfde bedoelden.
De Mariastraat loopt van het Simon Stevinplein naar de Katelijnestraat.

## Bekende bewoner
- Charles-Honoré Pecsteen